# 네안데르탈인의 절멸

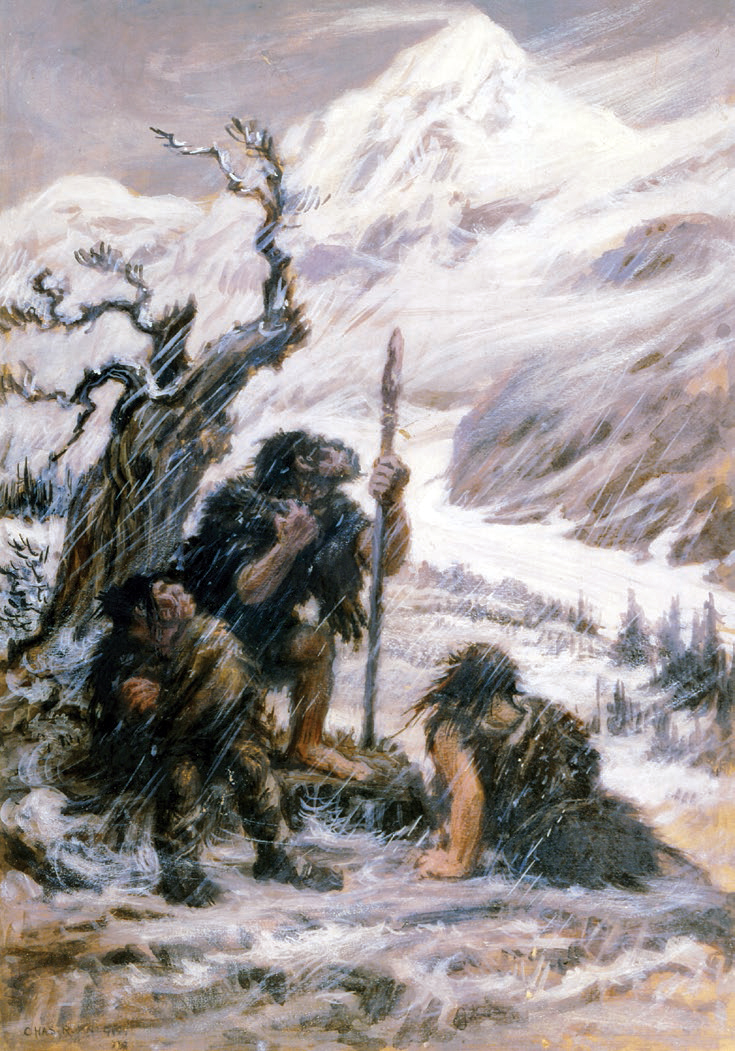
눈보라 속의 네안데르탈인. 찰스 로버트 나이트의 1911년 그림.

네안데르탈인은 해부학적 현생인류가 유럽 대륙에 도달한 이후인 지금으로부터 3만 5천년 전에 유럽에서는 절멸했다. 아시아에서는 그보다 좀 더 오래 생존했을 가능성도 있다. 네안데르탈인은 현생인류와 한동안 공존했으며, 현생인류와의 혼혈도 발생했다.
네안데르탈인의 절멸 원인에 관해서는 현생인류와의 폭력적 분쟁으로 인한 집단살해설, 기생충이나 전염병설, 경쟁 배타의 원리설, 기후변화 부적응설 등이 있다. 지금으로부터 3만-4만 년 전에 현생인류와의 혼혈이 이루어졌다는 점에서, 현생인류에 흡수되어 사라졌다는 설도 있다. 이 가설들 중 어느 하나만 결정적인 정설이라고 보기에는 무리가 있으며, 이것들이 복합적으로 작용하여 네안데르탈인은 절멸에 이르렀을 것이라고 생각된다.

## 같이 보기
- 네안데르탈
- 구인류와 현생인류의 혼혈
- 현생 인류의 다지역 기원